# Однопараметрическая группа
Определение однопараметрической группы (англ. One-parameter group) или однопараметрической подгруппы связано с непрерывным гомоморфизмом группы
{\displaystyle \varphi :\mathbb {R} \rightarrow G}
с вещественной прямой {\displaystyle \mathbb {R} } (как аддитивной группы) в некоторую топологическую группу {\displaystyle G}. Если {\displaystyle \varphi } является инъекцией, то  {\displaystyle \varphi (\mathbb {R} )}, образ, будет подгруппой {\displaystyle G}, изоморфной {\displaystyle \mathbb {R} }.
Однопараметрические группы были введены Софусом Ли в 1893 году для определения бесконечно малых преобразований. Такие бесконечно малые преобразования создают алгебру Ли, используемую для описания группы Ли произвольной размерности.
Действие однопараметрической группы на множество известно как поток. Гладкое векторное поле на многообразии создаёт местный поток — однопараметрическую группу локальных диффеоморфизмов, перемещающих точки вдоль интегральных кривых векторного поля. Локальный поток векторного поля применяется для определения производной Ли для тензорных полей вдоль векторного поля.

## Примеры
Такие однопараметрические группы играют важную роль в теории групп Ли, в которых каждый элемент ассоциированной алгебры Ли определяет гомоморфизм. В случае групп матриц гомоморфизм задаётся матричной экспонентой.
Другой важный случай присутствует в функциональном анализе, где {\displaystyle G} является группой унитарных операторов в гильбертовом пространстве.
В монографии 1957 года Группы Ли П.М. Кон приводит следующую теорему:
Любая связная одномерная группа Ли аналитически изоморфна либо аддитивной группе вещественных чисел {\displaystyle {\mathfrak {R}}}, либо {\displaystyle {\mathfrak {T}}}, аддитивной группе вещественных чисел {\displaystyle \mod 1}. В частности, каждая одномерная группа Ли локально изоморфна {\displaystyle \mathbb {R} }.

## Физика
В физике однопараметрические группы применяются для описания динамических систем. Если совокупность физических законов согласуется с однопараметрической группой дифференцируемых симметрий, то в ней существует сохраняющаяся величина, согласно теореме Нётер.
При исследовании пространства-времени использование единичной гиперболы для калибровки пространственно-временных измерений стало привычным с работ Германа Минковского 1908 года. Если использовать параметризацию гиперболы с помощью гиперболического угла, то в специальной теории относительности можно вычислить относительное движение с помощью однопараметрической группы, характеризуемой быстротой. В релятивистской кинематике и динамике быстрота заменяет понятие скорости. Поскольку быстрота не имеет ограничения сверху, то образуемая ей группа не является компактной. Понятие быстроты было введено Эдмундом Уиттакером в 1910 году, также год спустя понятие появилось в работах Альфреда Робба. Параметр быстроты соотносится с длиной гиперболического версора, понятие которого введено в XIX веке. Специалисты по математической физике Джеймс Кокл, Уильям Клиффорд и Александр Макферлейн применяли в работах изображение декартовой плоскости с помощью оператора {\displaystyle (\cosh {a}+r\sinh {a})}, где {\displaystyle a} является гиперболическим углом, а {\displaystyle r^{2}=+1}.

## В GL(n,ℂ)
Важный пример в группе преобразований Ли возникает, если {\displaystyle G} является {\displaystyle \mathrm {GL} (n;\mathbb {C} )}, группой обратимых матриц размера {\displaystyle n\times n} с комплексными элементами. В таком случае основной результат можно изложить следующим образом:
Теорема: Пусть {\displaystyle \varphi :\mathbb {R} \rightarrow \mathrm {GL} (n;\mathbb {C} )} является однопараметрической группой. Тогда существует единственная матрица {\displaystyle X} размера  {\displaystyle n\times n}, такая, что
{\displaystyle \varphi (t)=e^{tX}}
для всех {\displaystyle t\in \mathbb {R} }.
Из этого результата следует, что {\displaystyle \varphi } дифференцируемо, хотя такое предположение в теореме не используется. Матрицу {\displaystyle X} можно восстановить по {\displaystyle \varphi } как
{\displaystyle \left.{\frac {d\varphi (t)}{dt}}\right|_{t=0}=\left.{\frac {d}{dt}}\right|_{t=0}e^{tX}=\left.(Xe^{tX})\right|_{t=0}=Xe^{0}=X}. Данный результат можно использовать, например, для того, чтобы показать, что любой непрерывный гомоморфизм между группами Ли матриц является гладким.